# Larry Young
Larry Young (Newark, 1940. október 7. – New York, 1978. március 30.) amerikai dzsesszorgonista, zongorista, dalszerző.

## Pályakép
New Jersey államban, Newarkban született és nőtt fel. Young a Newark Arts High School-ba járt, ahol egy énekegyüttessel és egy dzsesszzenekarral kezdett fellépni.
Az 1950-es években különböző R&B bandákkal játszott, aztán Jimmy Forrest, Lou Donaldson, Kenny Dorham, Hank Mobley és Tommy Turrentine mellett bontakozott ki. Az 1960-tól számos soul-lemezt készített. Amikor Young 1964-ben a Blue Note-hoz szerződött, zenéjében John Coltrane markáns hatása lett nála kitapintható. Ebben az időszakban alkotta legmaradandóbb munkáját. Többször is felvett egy trió tagjaként (Grant Green gitárossal és Elvin Jones dobossal) vett fel lemezeket. A legtöbb album Green neve alatt jelent meg.
A Blue Note-nál megjelent későbbi albumai (Contrasts, Of Love and Peace, Heaven On Earth, Mother Ship) szintén az 1960-as évek avantgárdjából erednek, és azokon Young szülővárosából, Newarkból származó helyi zenészeket foglalkoztatott.
Young ezután fúziós dzsessz együttesek tagja lett. A rockgitáros Jimi Hendrix-szel felvett jaméről is ismert, (amelyet Hendrix halála után adtak ki a Nine to the Universe című albumon). Utólag természetesnek tűnik, hogy Young az elektromos zene felé fordult, Jimi Hendrix és John McLaughlin nyomán.
1978 márciusában gyomorfájdalmakkal kórházba került. Ott halt meg 1978. március 30-án, miközben tüdőgyulladással kezelték. Halálának valódi oka ismeretlen.

## Albumok
- Testifying (1960)
- Young Blues (1960)
- Groove Street (1962)
- Into Somethin' (1965) – recorded in 1964
- Unity (1966) – recorded in 1965
- Of Love and Peace (1967) – recorded in 1966
- Contrasts (1968) – recorded in 1967
- Heaven on Earth (1969) – recorded in 1968
- Lawrence of Newark (1975) – recorded in 1973
- Fuel (Arista, 1975)
- Spaceball (Arista, 1976)
- The Magician (1977)
- Mother Ship (1980) – recorded in 1969
- Larry Young in Paris: The ORTF Sessions (2016 − recorded for French radio in 1964 and 1965)

## Fordítás
Ez a szócikk részben vagy egészben  a   Larry Young című angol Wikipédia-szócikk ezen változatának fordításán alapul.  Az eredeti cikk szerkesztőit annak laptörténete sorolja fel. Ez a jelzés csupán a megfogalmazás eredetét és a szerzői jogokat jelzi, nem szolgál a cikkben szereplő információk forrásmegjelöléseként.